# 永隆 (閩)
永隆（えいりゅう）は、五代十国時代の十国のひとつ閩において、王継鵬及び王延羲の治世で用いられた元号。939年 - 944年。

## 西暦・干支との対照表
| 永隆 | 元年  | 2年   | 3年   | 4年   | 5年   | 6年   |
| 西暦 | 939年 | 940年 | 941年 | 942年 | 943年 | 944年 |
| 干支 | 己亥  | 庚子  | 辛丑  | 壬寅  | 癸卯  | 甲辰  |